# 住谷哲栄
住谷 哲栄（すみや てつえい、1993年11月13日 - ）は、日本の男性声優。茨城県出身。アーツビジョン所属。

## 略歴
子供の頃は「その日を楽しむ！」が全てであり、何も考えていない子供だったという。小学校時代の作文の授業でも、将来なりたいものがテーマだったが、「楽しく過ごしたい」の一行で終わらせてしまうような感じで教師に「ちゃんと書きなさい」と言われたという。その時、職業の一覧が掲載されていた本をめくっていたところ声優のページを見つけたという。アニメが好きなのもあり、職業としての声優に就いて「この世界を体験したい」と感じ、作文には「声優になりたい」と書いていたという。
本で声優のページを見つけるまでは、アニメのキャラは声優ではなく、「キャラそのものが話している」「洋画も外国の人なのに日本語上手いなあ」と思ってたという。
中学時代は卓球部に所属していた。その影響で「卓球選手になろうかな？」と思っていた時期もあり、色々紆余曲折もあったが、最終的には声優に戻ったという。
日本工学院専門学校、日本ナレーション演技研究所出身。

## 人物
趣味・特技には歌、ダンス、ギター、ピアノ、筋力トレーニング、サイクリング等を挙げている。
語学は中国語（上海語）に長けている。

## 出演
太字はメインキャラクター。

### テレビアニメ
2019年
- Dr.STONE（世界の人々）
- ダンベル何キロ持てる?（観客）

2020年
- ソードアート・オンライン アリシゼーション War of Underworld（プレイヤー）

2021年
- Fairy蘭丸〜あなたの心お助けします〜（天狼院シリウス）
- TSUKIPRO THE ANIMATION 2（羽柴玄尉）
- 名探偵コナン（鑑識員）

2022年
- アオアシ（成京選手）
- 惑星のさみだれ（ザン＝アマル）

2023年
- HIGH CARD（2023年 - 2024年、アップル・リンク） - 2シリーズ
- REVENGER（副官B、唐人男性店員C）
- クレヨンしんちゃん（おじさんB）
- うちの会社の小さい先輩の話（男性社員B）

2024年
- 異世界でもふもふなでなでするためにがんばってます。（パウル）
- トリリオンゲーム（中国選手）
- 魔王様、リトライ!R（レオン将軍）

2025年
- どうせ、恋してしまうんだ。
- 一瞬で治療していたのに役立たずと追放された天才治癒師、闇ヒーラーとして楽しく生きる（治癒師B）

### 劇場アニメ
- 映画 妖怪学園Y 猫はHEROになれるか（2019年）

### Webアニメ
- 爆丸エボリューションズ（2022年、悪党C）
- 全力回避フラグちゃん!（2025年、レローゼ[7][8]）

### ゲーム
- Readyyy!（2019年、久瀬光希[9]）
- エグゾスヒーローズ（2020年、バラカ[10]）
- 鬼滅の刃 ヒノカミ血風譚（2021年）
- グランサガ（2021年、ベイル[11]）
- クライマキナ/CRYMACHINA（2023年、エクレシア[12]）
- 新月同行 (2025年、カセン)

### ドラマCD
- キスでキミを溶かすまで イケメン2人に迫られて@オフィス（2019年、佐藤陸玖）
- スパイ百貨店（2020年、マミヤ）
- 帷（2020年、羽柴玄尉）
- アニマルセラトピア（2021年、ゆず）
- Paradox Live（2022年、三洲寺甘太郎）
- レモンスカッシュスコア（2023年、麻倉瑛都[13]）

### 吹き替え
- 龍族 -The Blazing Dawn-（2024年、七つの大罪、学生）

### ラジオ
※はインターネット配信。
- 熊谷健太郎・住谷哲栄の恋愛ってナンなんだ!?（2018年 - 2019年、ニコニコ生放送※）[14]
- 今日も楽しそうな4人がログインしたようです。（2020年 - 、ニコニコチャンネル※）
- 榊原優希・住谷哲栄のDragon's Bite 〜ラジオノ宴〜（2021年 - 、超!A&G+※）[15]
- ほずみや（2022年 - 2024年、ラジ友※）[16]
- WEL&COMEどれみふぁ〜む（2024年 - 、ラジ友※）

### テレビ番組
※はインターネット配信。
- 熊谷健太郎・住谷哲栄の恋愛ってナンだったんだ!?（2019年 - 2021年、ニコニコ生放送※）[17]
- オールナイト声優フジ 第5夜（2022年4月24日、フジテレビTWO）
- ピンキッツマジカルタイム（2023年9月30日 - 、Lemino※ / 2024年 - 、キッズステーション） - 体操のお兄さん[18][19][20]

### PV
- みらい文庫ちゃんねる チーム怪盗JET 王子とフリョーと、カゲうすい女子!?（2019年、ヤマト[21]）

### 実写映画
- 君がいて完成するパズル（2017年）[22]

### その他コンテンツ
- STATION IDOL LATCH!（2021年 - 、空蝉塁）
- Dragon's Bite 〜龍王ノ宴〜（2021年 - 2022年、荀彧）
- マガツノート（2024年、遠州）

## ディスコグラフィ

### キャラクターソング
| 発売日   | 商品名                                                           | 歌 | 楽曲                                                                            | 備考                                                      |
| 2018年   | 2018年                                                           | 2018年 | 2018年                                                                          | 2018年                                                    |
| -------- | ---------------------------------------------------------------- | --- | ------------------------------------------------------------------------------- | --------------------------------------------------------- |
| 4月14日  | Readyyy! Project                                                 | SP!CA | 「Special Nu World」                                                            | ゲーム『Readyyy!』関連曲                                  |
| 6月3日   | Readyyy! Project 第2弾                                           | SP!CA | 「SP!CA 〜Blue Light Stars〜」                                                  | ゲーム『Readyyy!』関連曲                                  |
| 9月22日  | Readyyy! Project 第3弾                                           | SP!CA | 「MY BEST FRIENDS」                                                             | ゲーム『Readyyy!』関連曲                                  |
| 2019年   |                                                                  | |                                                                                 |                                                           |
| 3月27日  | Readyyy! Selections                                              | SP!CA、摩天ロケット、Just 4U、RayGlanZ、La-Veritta | 「Special Medley」                                                              | ゲーム『Readyyy!』関連曲                                  |
| 8月17日  | Readyyy! 第4弾                                                   | SP!CA | 「Running to the top」 「nineteen! feat.SP!CA -short ver-」                     | ゲーム『Readyyy!』関連曲                                  |
| 2020年   |                                                                  | |                                                                                 |                                                           |
| 4月24日  | 序 -ハジマリ-                                                    | 帷 | 「激情ノ彼方」 「Real in the dark」 「孤夜の共鳴」                              | キャラクターCD『帷』関連曲                                |
| 7月29日  | アニマルセラトピア うたとドラマCDシリーズ Vol.1                  | ゆず（住谷哲栄）、スイートオリーブ（土岐隼一）、ジンジャー（羽多野渉）、ヒノキ（伊東健人）、 ネロリ（鈴木裕斗）、ミルラ（小松昌平）、ロータス（広瀬裕也）                | 「Welcome to Wonder night!」                                                    | 『アニマルセラトピア』テーマソング                        |
| 7月29日  | アニマルセラトピア うたとドラマCDシリーズ Vol.1                  | ゆず（住谷哲栄） | 「One Step, One Chance」                                                        | 『アニマルセラトピア』関連曲                              |
| 7月31日  | 帷 Drama innovation                                              | 帷 | 「daybreak」                                                                    | キャラクターCD『帷』関連曲                                |
| 8月26日  | スパイ百貨店 Music&Drama CD Order#1                              | 天野真宮（住谷哲栄）、常磐百合人（坂田将吾）、泉星（佐香智久）、猪狩雪緒（熊谷健太郎）、黒川南雲（河西健吾）                                                             | 「Truth or Lie」                                                                | ドラマCD『スパイ百貨店』主題歌                            |
| 10月7日  | LOVE JACKAL 君だけ E.P.                                          | アキXT（住谷哲栄）とカール（小林聡） | 「LOVE JACKAL」                                                                 | 『パラホス』関連曲                                        |
| 11月18日 | スパイ百貨店 Music&Drama CD Order#2                              | マミヤ（住谷哲栄）、ユリト（坂田将吾）、ナグモ（河西健吾）、フウマ（竹田海渡）、カイト（八代拓）                                                                         | 「Release energy」                                                              | ドラマCD『スパイ百貨店』主題歌                            |
| 11月27日 | pioniX Xtory -起-                                                | pioniX | 「SHINE FOR US」                                                                | キャラクターCD『pioniX』関連曲                            |
| 12月25日 | pioniX Xtory -承-                                                | pioniX | 「doubt」                                                                       | キャラクターCD『pioniX』関連曲                            |
| 2021年   |                                                                  | |                                                                                 |                                                           |
| 1月28日  | pioniX Xtory -転-                                                | pioniX | 「キミへ」                                                                      | キャラクターCD『pioniX』関連曲                            |
| 2月26日  | pioniX Xtory -結-                                                | pioniX | 「Ready to fly」                                                                | キャラクターCD『pioniX』関連曲                            |
| 3月24日  | パラホス MEGA-MIX                                                | パラホスDREAM LOVE&JEALOUS | 「BEAT OF THE RISING SUN」 「スペシャルMEGA MIX（P's LIVE! -Boys Side- ver.）」 | 『パラホス』関連曲                                        |
| 3月24日  | パラホス MEGA-MIX                                                | アキXT（住谷哲栄） | 「LOVE JACKAL」                                                                 | 『パラホス』関連曲                                        |
| 3月31日  | アニマルセラトピア うたとドラマCDシリーズ Vol.5                  | ゆず（住谷哲栄）、スイートオリーブ（土岐隼一）、ミルラ（小松昌平）、ロータス（広瀬裕也）                                                                                 | 「Happy Night Show!」                                                           | 『アニマルセラトピア』関連曲                              |
| 5月28日  | pioniX SEASONS 春惜しむ                                          | pioniX | 「春風」                                                                        | キャラクターCD『pioniX』関連曲                            |
| 6月16日  | HEAVENS DOOR                                                     | チルカ（住谷哲栄） | 「愛と憎しみのSAGA」                                                            | テレビアニメ『Fairy蘭丸〜あなたの心お助けします〜』挿入歌 |
| 6月23日  | Fairy蘭丸〜あなたの心お助けします〜 オリジナル・サウンドトラック | Winter Tri-Angels | 「Tri-Angel▽Signal」                                                            | テレビアニメ『Fairy蘭丸〜あなたの心お助けします〜』挿入歌 |
| 8月18日  | STATION IDOL LATCH! 01                                           | 高田馬場（青山凌大）、空蝉塁 / 大塚（住谷哲栄）、諏訪海晴 / 西日暮里（伊藤昌弘）                                                                                         | 「Ai for you」                                                                  | テレビアニメ『Fairy蘭丸〜あなたの心お助けします〜』挿入歌 |
| 8月27日  | pioniX SEASONS 炎昼                                              | pioniX | 「Glare Down」                                                                  | テレビアニメ『Fairy蘭丸〜あなたの心お助けします〜』挿入歌 |
| 8月31日  | 燦・燦・SUN様!!!                                                 | ゆず（住谷哲栄）、ジンジャー（羽多野渉）、ヒノキ（伊東健人） | 「燦・燦・SUN様!!!」                                                            | テレビアニメ『Fairy蘭丸〜あなたの心お助けします〜』挿入歌 |
| 11月26日 | pioniX SEASONS 天高し                                            | pioniX | 「変身」                                                                        | テレビアニメ『Fairy蘭丸〜あなたの心お助けします〜』挿入歌 |
| 12月22日 | Readyyy! 第5弾                                                   | SP!CA | 「恋してLADY」                                                                  | テレビアニメ『Fairy蘭丸〜あなたの心お助けします〜』挿入歌 |
| 12月22日 | RE:motion                                                        | SP!CA、摩天ロケット、Just 4U、RayGlanZ、La-Veritta | 「RE:motion」                                                                   | テレビアニメ『Fairy蘭丸〜あなたの心お助けします〜』挿入歌 |
| 2022年   |                                                                  | |                                                                                 |                                                           |
| 3月30日  | Paradox Live Openig Show -Road to Legend-                        | VISTY | 「For my Stella」                                                               | 『Paradox Live』関連曲                                    |
| 6月22日  | Readyyy! T.O.P Idol SHOW!! EP                                    | Team Flame (上條雅楽（CV: 榊原優希）, 折笠凛久（CV: 美藤大樹）, 碓井千紘（CV: 小野将夢）, 宗像十夜（CV: 近衛秀馬）, 久瀬光希（CV: 住谷哲栄） , 錦戸佐門（CV: 長谷徳人）) | 「Mr. LaseR」                                                                   | ゲーム『Readyyy!』関連曲                                  |
| 2023年   |                                                                  | |                                                                                 |                                                           |
| 5月24日  | レモンスカッシュスコア vol.1                                     | Chroma7ree | 「HONEY FLOWER」 「We wanna Dive!」                                             | キャラクターCD『レモンスカッシュスコア』関連曲            |
| 7月30日  | Are you Readyyy？                                                | SP!CA、摩天ロケット、Just 4U、RayGlanZ、La-Veritta | 「Are you Readyyy？」                                                           | ゲーム『Readyyy!』関連曲                                  |
| 2025年   |                                                                  | |                                                                                 |                                                           |
| 5月24日  | 太鼓の達人                                                       | ヒゲドライバー feat.きつね (CV. ChumuNote)おかめ (CV. 寺島惇太)ひょっとこ (CV. 住谷哲栄)                                                                                 | 「ハイテンション☆暗記SHOW」                                                     | ゲーム『太鼓の達人』関連曲                                |

### その他参加作品
| 発売日       | 商品名    | 歌        | 楽曲          | 備考                                                  |
| ------------ | --------- | --------- | ------------- | ----------------------------------------------------- |
| 2020年5月3日 | FAKE OVER | PlayStyle | 「FAKE OVER」 | 『今日も楽しそうな4人がログインしたようです。』関連曲 |

## ライブ・イベント

### 合同ライブ
| 出演日             | タイトル                                                                                | 会場                             |
| ------------------ | --------------------------------------------------------------------------------------- | -------------------------------- |
| 2018年2月14日      | 『Readyyy!』プロジェクト2月14日制作発表vol.1                                            | 六本木ニコファーレ（東京都）     |
| 2018年3月14日      | 『Readyyy!』プロジェクト3月14日制作発表Vol.2                                            | 六本木ニコファーレ（東京都）     |
| 2018年4月14日      | 【セガフェス2018】『Readyyy!』ゴー☆ルドステージ Vol.0 〜僕ら、本格始動します！〜        | ベルサール秋葉原（東京都）       |
| 2018年4月28日      | 『Readyyy!』ゴー☆ルドステージ Vol.1 〜僕ら、明日に向かって歌います！〜                  | 原宿クエストホール（東京都）     |
| 2018年5月13日      | 『Readyyy!』ゴー☆ルドステージ Vol.2 〜僕ら、晴れやかにおもてなしします！〜              | よみうりホール（東京都）         |
| 2018年6月3日       | 『Readyyy!』ゴー☆ルドステージ Vol.3 〜僕ら、雨ニモマケズおもてなしします！〜            | よみうりホール（東京都）         |
| 2018年7月16日      | 『Readyyy!』ゴー☆ルドステージ Vol.4 〜僕ら、夏の太陽より熱くおもてなしします！〜        | よみうりホール（東京都）         |
| 2018年7月21日      | 『Readyyy!』ゴー☆ルドステージ Vol.4.5 〜僕ら、池袋で2日間おもてなしします！〜           | セガ池袋GiGO 7F（東京都）        |
| 2018年8月26日      | 『Readyyy!』ゴー☆ルドステージ Vol.5 〜僕ら、夜空の花火よりも盛大におもてなしします！〜  | よみうりホール（東京都）         |
| 2019年5月11日      | Readyyy! Happyyy! Partyyy! 2019                                                         | 日本消防会館（東京都）           |
| 2019年8月14日      | ディアプロ夏祭り〜OTODAMA de ソイヤ！〜                                                 | OTODAMA SEA STUDIO（神奈川県）   |
| 2020年2月8日       | Readyyy! 2nd anniversary LIVE "THE NEW MOMENT"                                          | 恵比寿 The Garden Hall（東京都） |
| 2021年3月13日,14日 | Readyyy! 3rd anniversary Live “LINK THE MOMENT”                                         | Yokohama 1000 CLUB（神奈川県）   |
| 2022年2月13日      | Readyyy! 4th Anniversary Live "Twinkle of Protostars"                                   | 豊洲ピット（東京都）             |
| 2022年5月28日      | Paradox Live Dope Show -PACIFICO Yokohama National Convention Hall-（昼の部のみの出演） | パシフィコ横浜                   |